# アメリカ軍の国籍旗
本項では、アメリカ合衆国軍の国籍旗（Jack of the United States）について説明する。現行の国籍旗は、2019年6月より元に戻された「ユニオン・ジャック（Union Jack、イギリス国旗の通称とは別）」である。デザインは星条旗のカントン部をそのまま拡大したもので、国旗と同様に、州の数が増えるたびに星の数も増えてゆき、現行のデザインは1960年7月4日に初めて採用された。

## 概要
アメリカ合衆国では多くの国と異なり、個別の軍艦旗は制定されておらず、星条旗を掲揚する。また、航行時でも艦尾でなくメインマストに掲げる 。一般的に軍艦旗が半旗の際は、国籍旗も半旗にされるが、アメリカ海軍では、儀礼として軍艦旗を一時下げる際に国籍旗を下げることはない。
アメリカ独立戦争時に用いられていた国籍旗は「ファースト・ネイビー・ジャック（First Navy Jack）」と呼ばれ、デザインは星条旗と同じ赤白13本の横縞を背景にガラガラヘビ、ヘビの下に「DONT TREAD ON ME（私を踏みつけるな＝我々の自由と権利を蹂躙するな）」のモットーが描かれている。1975年から1976年の建国200周年記念祭の時に期間限定で用いられたほか、1980年以降は海軍最古の現役艦艇のみが掲揚するのが慣例であったが、同時多発テロ・対テロ戦争から1年経った2002年9月11日に国籍旗として復活、ユニオン・ジャックはNOAA等の連邦政府機関・省庁の非武装船艇および商船旗として掲揚されていた。
2019年2月21日、海軍作戦部長は同年6月4日（ミッドウェー海戦記念日）をもって、国籍旗をユニオン・ジャックに戻すことを指示した。ファースト・ネイビー・ジャックは、再び現役最古の艦艇（2019年以降は「ブルー・リッジ」）が掲揚することとした。
また、アメリカ沿岸警備隊は厳密には軍の一つであるが、独自の艦艇旗（軍艦旗にあたるもの）を掲揚する。
民間では、ファースト・ネイビー・ジャックと似たデザインの「ガズデン旗」と呼ばれる旗が、愛国心を誇示する意図でよく用いられる。

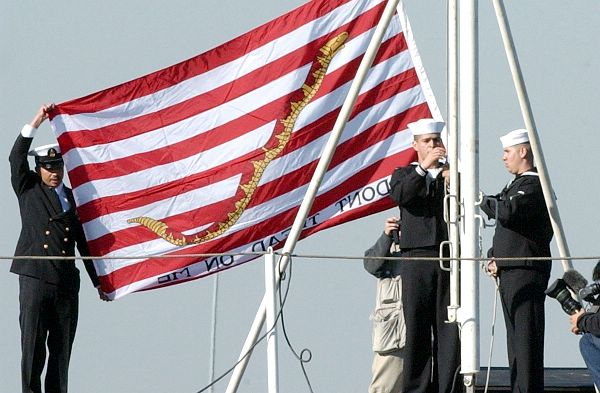
水兵により掲揚されるアメリカ海軍国籍旗

ガズデン旗

## 国籍旗の変遷
| 星の数 | デザイン                       | 使用期間                      | 備考                                                               |
| ------ | ------------------------------ | ----------------------------- | ------------------------------------------------------------------ |
| 0      | もしくは                       | 1776年1月8日–1777年6月14日    | デザインはガラガラヘビが描かれたものと無いものの両方が混用された。 |
| 13     |                                | 1777年6月14日–1795年5月1日    | ? 星の配置には複数の事例有。                                       |
| 15     |                                | 1795年5月1日–1818年7月3日     | ? 擬似戦争、米英戦争                                               |
| 20     |                                | 1818年7月4日–1819年7月3日     | ?                                                                  |
| 21     |                                | 1819年7月4日–1820年7月3日     | ?                                                                  |
| 23     |                                | 1820年7月4日–1822年7月3日     | ?                                                                  |
| 24     |                                | 1822年7月4日–1836年7月3日     | ?                                                                  |
| 25     |                                | 1836年7月4日–1837年7月3日     | ?                                                                  |
| 26     |                                | 1837年7月4日–1845年7月3日     | ?                                                                  |
| 27     |                                | 1845年7月4日–1846年7月3日     | ?                                                                  |
| 28     |                                | 1846年7月4日–1847年7月3日     | ?                                                                  |
| 29     |                                | 1847年7月4日–1848年7月3日     | ?                                                                  |
| 30     |                                | 1848年7月4日–1851年7月3日     | ?                                                                  |
| 31     |                                | 1851年7月4日–1858年7月3日     | ?                                                                  |
| 32     |                                | 1858年7月4日–1859年7月3日     | ?                                                                  |
| 33     |                                | 1859年7月4日–1861年7月3日     | ? 南北戦争                                                         |
| 34     |                                | 1861年7月4日–1863年7月3日     | ? 南北戦争                                                         |
| 35     |                                | 1863年7月4日–1865年7月3日     | ? 南北戦争                                                         |
| 36     |                                | 1865年7月4日–1867年7月3日     | ?                                                                  |
| 37     |                                | 1867年7月4日–1877年7月3日     | ?                                                                  |
| 38     |                                | 1877年7月4日–1890年7月3日     | ?                                                                  |
| 43     |                                | 1890年7月4日–1891年7月3日     | ?                                                                  |
| 44     |                                | 1891年7月4日–1896年7月3日     | ?                                                                  |
| 45     |                                | 1896年7月4日–1908年7月3日     | ? メイン号沈没事故、米西戦争、グレート・ホワイト・フリート         |
| 46     |                                | 1908年7月4日–1912年7月3日     | ?                                                                  |
| 48     |                                | 1912年7月4日–1959年7月3日     | ? 第一次世界大戦、第二次世界大戦、朝鮮戦争                         |
| 49     |                                | 1959年7月4日–1960年7月3日     | ?                                                                  |
| 50     |                                | 1960年7月4日–1975年10月12日   |                                                                    |
| 0      | ファースト・ネイビー・ジャック | 1975年10月13日–1976年12月31日 | アメリカ建国200周年記念祭に期間限定で復活。                        |
| 50     |                                | 1977年1月1日–2002年9月11日    |                                                                    |
| 0      | ファースト・ネイビー・ジャック | 2002年9月11日–2019年6月3日    | 同時多発テロ以降の対テロ戦争で復活。                               |
| 50     |                                | 2019年6月4日–                 |                                                                    |